# جرمانا مالاباربا
جرمانا مالاباربا (ایتالیایی: Germana Malabarba; ۱۹ نوامبر ۱۹۱۳ – ۳۰ سپتامبر ۲۰۰۲) ژیمناست هنری اهل ایتالیا بود.